# Jack Balmer
John „Jack“ Balmer (* 6. Februar 1916 in Liverpool; † 25. Dezember 1984 ebenda) war ein englischer Fußballspieler. Der Stürmer, der hauptsächlich für den FC Liverpool antrat, gilt als einer der bedeutenden Spieler des Vereins in der Zeit unmittelbar nach dem Zweiten Weltkrieg.

## Leben
Jack Balmer wurde 1916 im Liverpooler Stadtteil West Derby geboren. Seine Familie besaß fußballerische Tradition: Jacks Onkel Bill und Bob hatten im frühen 20. Jahrhundert für den FC Everton gespielt. Als Jugendlicher spielte auch Jack Balmer selbst bei den Toffees, bevor er 1935 als 19-Jähriger zum FC Liverpool wechselte.
Bis zum Ausbruch des Zweiten Weltkriegs 1939 spielte Balmer bei den Reds. Er gastierte während des Krieges als Spieler bei Brighton & Hove Albion und Newcastle United. Zudem bestritt er in dieser Zeit inoffizielle Auswahlspiele für England, welche seine einzigen internationalen Einsätze bleiben sollten.
Nachdem der Krieg 1945 zu Ende gegangen war, stand Balmer wieder bei Liverpool unter Vertrag. In den folgenden Jahren wurde er zum  besten Torschützen der Mannschaft neben Albert Stubbins. Die erste Nachkriegssaison 1946/47 beendeten die beiden Stürmer mit jeweils 24 Toren, die Liverpool zur ersten Meisterschaft nach 24 Jahren verhalfen. Dies blieb Balmers einziger Titel. Von 1947 bis 1949 führte er die Mannschaft als Kapitän aufs Feld.
Er beendete seine Karriere 1952.

### Erfolge
- Englische Meisterschaft (1): 1947